# Lợi ích cốt lõi Trung Quốc
Lợi ích cốt lõi Trung Quốc là chỉ lợi ích của nước Cộng hoà Nhân dân Trung Hoa bao gồm: chủ quyền đất nước, an ninh đất nước, toàn vẹn lãnh thổ, thống nhất đất nước, chế độ chính trị đất nước và sự ổn định đại cục xã hội do Hiến pháp Trung Quốc xác lập, cùng với sự bảo đảm cơ bản rằng nền kinh tế được liên tục phát triển. Lực lượng vũ trang nước Cộng hoà Nhân dân Trung Hoa là lực lượng bảo chứng nhằm giữ gìn che chở lợi ích cốt lõi đất nước.

## Khái quát
Trong Đối thoại kinh tế chiến lược Hoa Kỳ - Trung Quốc vào tháng 7 năm 2009, Uỷ viên Quốc vụ Trung Quốc ông Đái Bỉnh Quốc đem 3 điểm bên dưới coi là lợi ích cốt lõi:
1. Chủ quyền đất nước và toàn vẹn lãnh thổ
  - Vấn đề Đài Loan
  - Nguyên tắc "Một nước Trung Hoa"
  - Vấn đề Cuộc vận động độc lập Tây Tạng
  - Vấn đề Cuộc vận động độc lập Đông Turkestan
  - Vấn đề Biển Đông (đường chín đoạn và các đảo ở Biển Đông)
  - Vấn đề đảo Senkaku và đảo nhỏ phụ thuộc của nó
2. Giữ gìn che chở chế độ chính trị và an ninh đất nước
3. Bảo đảm cơ bản rằng nền kinh tế được liên tục phát triển.

## Đề xuất
Vào ngày 6 tháng 9 năm 2011, chính phủ Trung Quốc phát biểu Sách trắng "Sự phát triển hoà bình của Trung Quốc", hoạch định giới hạn mới lại phạm vi lợi ích cốt lõi Trung Quốc. Sách trắng đó chỉ ra, lợi ích cốt lõi của Trung Quốc bao gồm: chủ quyền đất nước, an ninh đất nước, toàn vẹn lãnh thổ, thống nhất đất nước, chế độ chính trị đất nước và sự ổn định đại cục xã hội do Hiến pháp Trung Quốc xác lập, cùng với sự bảo đảm cơ bản rằng nền kinh tế được liên tục phát triển. Trong đó hai hạng mục "chế độ chính trị đất nước và sự ổn định đại cục xã hội do Hiến pháp Trung Quốc xác lập" và "bảo đảm cơ bản rằng nền kinh tế được liên tục phát triển" lần đầu tiên được tuyên bố chính thức là lợi ích cốt lõi của Trung Quốc. Vào ngày 26 tháng 4 năm 2013, người phát ngôn Bộ Ngoại giao nước Cộng hoà Nhân dân Trung Hoa Hoa Xuân Oánh biểu thị trong cuộc họp báo, đảo Senkaku và đảo nhỏ phụ thuộc của nó là lợi ích cốt lõi của Trung Quốc.